# Vincent Chase
Pour les articles homonymes, voir Chase.
Vincent Chase est un personnage de la série télévisée Entourage de la chaine américaine HBO. Il est incarné par l'acteur Adrian Grenier.

## Le Personnage
Vincent Chase, ou Vinnie ou Vince, est un personnage de la série HBO dont il est un des éléments principaux. En effet, Vince est un acteur dont la carrière est en train d'exploser à Hollywood, et la série suit justement la vie de cet acteur et de son entourage, ses proches.
Vince est originaire du Queens, NY. Il a un demi-frère, Johnny "Drama" Chase, et décrit son père comme un alcoolique qui les a laissés, sa mère et lui, sans rien. Il connaît depuis toujours ses deux meilleurs amis, Eric et Turtle, avec qui il a été à l'école et au lycée. Dans les années 1990, Johnny habite déjà à Los Angeles où il est acteur TV, jouant dans des séries comme Melrose Place ou Viking Quest, une série de SF dans laquelle Johnny avait le premier rôle, celui de Tarvold. Mais Johnny, s'il est un peu connu dans le milieu de la télé, n'a jamais percé. Cependant, il accueille son frère à LA pour que celui-ci tente sa chance dans le métier, au début des années 2000. Vince, suivi par son ami Turtle qui finance le voyage et les dépenses, tente donc sa chance a Hollywood.
Vince est repéré par l'agent Ari A. Gold après une publicité pour Vicks. Ari le repère et voit en lui une réelle superstar en puissance.

### Carrière
Lorsque la série commence, Vince est un déjà un acteur fameux même s'il n'est qu'au début de sa carrière. Dans son premier grand film, Head On, il partage l'affiche avec Jessica Alba et touche déjà 2 millions de $. Progressivement, il va devenir de plus en plus important dans le milieu jusqu'à s'inscrire dans la A-list, liste des acteurs les plus reconnus.
Après Head On, qui est un succès, avec des critiques plutôt bonnes, Vince décide de tourner dans un film indépendant, Queens Boulevard, qui se passe dans son quartier d'origine, à une rue de celle où il a passé son enfance. Et ce au grand dam de Ari, qui veut que Vince continue les films de studio pour acquérir un statut qu'il n'a pas encore. Mais Vince tourne le film, touchant 60.000 $, et le film est un succès critique à Sundance. Dans la saison 2, Ari fait tout pour que Vince joue dans un film de studio, Aquaman, une adoption du comic. Mais Vince ne se voit pas trop jouer un super-héros, mais il se rend compte que ce serait intéressant financièrement, et qu'il n'a plus tellement le choix. Finalement, c'est James Cameron qui réalisera le film : celui-ci fera le plus gros score d'entrées le premier WE, battant Spider-Man, précédent record, de 2 millions de $. Fort de ce succès, la Warner veut enchainer sur la suite, mais Vince désire un autre projet, Medellin, l'histoire de Pablo Escobar, le plus gros trafiquant de drogue du XXe siècle, avec Paul Haggis à la réalisation. Mais les dates sont en conflit avec Aquaman 2. Vince parvient à trouver une solution avec ce que lui a promis le patron du studio, mais celui-ci lui avoue qu'il ne peut pas faire Medellin : il y a trop d'enjeux. Vince refuse de faire Aquaman 2, s'embrouillant ainsi avec le studio. Le studio, après avoir offert 12,5 millions de $ à Vince pour Aquaman 2 (au lieu des 7 prévus initialement), donne son rôle à Jake Gyllenhaal. Entre-temps, le rôle dans Medellin est offert à Benicio del Toro : Vince se retrouve donc sans travail.
Ari amène E. à rencontrer Bob Ryan, un vieux producteur qui est une légende dans le métier. Mais Bob est un peu fatigué, il ne veut pas être laissé hors de course : il n'a pas réellement de film en tête ; mais Eric voit que Bob était un proche de Joey Ramone, dont Vince est un grand fan : le projet, I Wanna Be Sedated, est lancé. Mais Ari ne supporte les usages d'un autre temps de Bob, qui l'empêchent de vendre le script comme il pourrait le faire normalement. Ari fait donc en sorte que Bob rate un rendez-vous avec un studio, studio qui est d'accord pour acheter le script avec Vince : mais Bob, qui s'aperçoit que l'on se fout de lui, va voir Alan à la Warner, auquel il vend le script : Vince peut évidemment l'oublier.
À la suite de cela, Vince décide de virer Ari. Ils restent cependant amis même si Ari est dévasté par leur rupture. Vince a un nouvel agent, Amanda Daniels, qui lui trouve un film, adaptation d'un roman d'Edith Wharton, avec Sam Mendes à la réalisation. Amanda est persuadé que c'est le film qu'il faut à Vince, et devant son enthousiasme, celui-ci est emballé. Lors de son anniversaire pour ses 29 ans, Ari est invité et offre à Vince le script de Medellin : bien qu'Amanda lui assure que Benicio a toujours le rôle, Vince n'est plus sur de faire le film d'Edith Wharton. Il a une relation avec Amanda, mais après que la place s'est libérée sur Medellin, Ari fait tout son possible, contrairement à Amanda, pour que Vince ait le film, même si le projet tombe finalement à l'eau. Vince a l'impression qu'Amanda a tenté d'empêcher le projet d'arriver jusqu'à lui, mais il se rend compte qu'Amanda n'y était pour rien : c'est elle qui le vire, professionnellement et sentimentalement.

#### Medellin
Finalement, Vince retourne travailler avec Ari, mais n'attend qu'une chose : Medellin. Ari arrange finalement un déjeuner avec Joe Roberts, un producteur qui avait déjà proposé Matterhorn à Vince après que celui avait tourné Head On. Le rôle était finalement allé à Colin Farrell, mais le film ne s'était jamais fait. Joe propose donc à Vince un marché : Vince fait Matterhorn pour lui, et il fera Medellin pour Vince. Mais Vince refuse ; finalement, Joe accepte de vendre le script à Vince pour 5 millions de $ : Vince doit donc vendre tout ce qu'il a, dont sa maison.
Le premier contact d'Ari pour financer le film est le milliardaire Yair Marx : on ne sait ni ce qu'il fait, ni d'où il vient, mais il écrit un chèque de 60 millions sans condition, sauf une : que Vince monte dans la chambre de sa femme et lui fasse l'amour. Vince refuse, et c'est finalement Nick Rubinstein, dont le père a fait fortune dans le cinéma d'animation (avec Shrek par exemple), qui finance le film : il donne 25 millions de $ : Vince et E savent qu'il n'y a qu'un réalisateur qui pourra tourner un chef-d'œuvre avec un petit budget : Billy Walsh. Il le retrouve, et celui-ci accepte de faire le film. Eric est le producteur, et tout le groupe part en Colombie pour tourner Medellin.
Au début de la saison 4, on suit un documentaire sur le tournage de Medellin : rien n'est parfait, mais quand Eric et Vince voient une première version, ils voient un chef-d'œuvre ; ce n'est pas le cas de Billy, qui a sa propre vision. Finalement, le tournage arrive à son terme. Vince et les gars, ruinés, rentrent à LA. Le film fait le buzz à Hollywood mais personne ne l'a vu : finalement, Walsh le montre à Vince (qui l'adore) et Eric (qui aime moins). Mais Walsh a le "final cut", donc il ne veut rien entendre. Une bande-annonce du film arrive sur Youtube, et Walsh est persuadé que c'est Eric qui l'a mis. Or ce n'est pas le cas. Mais le trailer est très bon, et la hype du film grossit de jour en jour. Walsh envoie même le film à Cannes, où il est sélectionné pour être présenté au festival. Pendant ce temps, Ari décroche un nouvel emploi pour la "dream team" : l'adaptation de Lost in the clouds, avec Vince dans le rôle principal, Walsh a la réalisation et Eric comme producteur, même si Eric refuse de produire à cause de Walsh et déconseille ensuite à Vince de faire ce film. Mais Vince y tient.
Finalement, toute l'équipe de Medellin part à Cannes pour le festival. Ari parvient à avoir des offres avant même que le film soit visionné. Finalement, Ari parvient à vendre le film à Dana Gordon pour 30 millions de $, mais entre-temps, Nicky Rubinstein a accepté l'offre de 75 millions de $ de Yair Marx, qui se lance dans la distribution. Mais lors de la projection, l'accueil est un désastre, et c'est finalement Harvey Weingard qui rachète le film pour 1 $. Le film sera directement lancé en DVD, et sera fortement critiqué. Nicky Rubenstein, Vince et E sont ruinés.

#### Happy ending
Au début de la saison 5, Vince est reclus au Mexique avec Turtle, sur une plage, à faire la fête toute la journée et à profiter de la vie pendant qu'Eric fait vivre le Murphy Group avec d'autres clients et que Drama bosse sur Five Towns. Mais une opportunité surgit : un producteur veut Vince pour un rôle principal : Ari, Drama et Eric viennent le chercher au Mexique pour qu'il rencontre le producteur. En fait, le producteur rencontre Vince pour forcer Emile Hirsch à signer. Mais Vince ne désespère pas, et il sait qu'il a besoin d'un gros film.
Pendant ce temps, Eric reçoit un script, 9 cœurs vaillants (Nine Brave Souls) et signe les scénaristes : il s'agit d'un petit film, donc Vince n'est pas concerné puisqu'il faut à celui-ci un film de studio. Ari ne veut pas s'occuper du script donc Eric rappelle Amanda ; celle-ci le transmet à Edward Norton, qui veut en faire un film de studio, et le renomme L'enfer des flammes (Smoke Jumpers). Ari, qui l'a finalement lu, le veut maintenant pour Vince. Mais ils se rendent compte que les producteurs ne prendront pas Vince dans le rôle principal : Vince se décide pour le second rôle, celui de Ray. Mais entre-temps, alors qu'Ari l'a vendu pour 500 000 $, Ed Norton amène avec lui la Warner et 2 millions de $ pour le scénario. Alors qu'Ari essaye de convaincre Alan de laisser Vince jouer dans le film, celui-ci a une crise cardiaque. Après sa mort, c'est Dana Gordon qui reprend le studio, et elle offre le rôle de Ray à Vince.
Le film est réalisé par Verner Vollstedt, un réalisateur allemand qui a deux oscars du meilleur film étranger, et Jason Patric joue le rôle principal. Mais sur le plateau, rien ne se passe comme prévu, Vince entre en conflit avec le réalisateur, qui finit par le virer du film. Ari arrive sur le plateau mais tout finit chez Dana Gordon, ou Verner pète les plombs et part trouver John Ellis, le patron de la compagnie qui possède le studio. Finalement, le film est arrêté. Vince rentre donc avec les "boys" dans le Queens.
Lors du dernier épisode de la saison 5, alors que les garçons sont chez eux dans le Queens, la mère de Vince lui fait remarquer que Joaquin Phoenix s'est blessé sur le tournage du dernier Gus Van Sant, et qu'il cherche un remplaçant. Mais Gus ne veut pas de Vince, et refuse même de le faire lire : Eric part alors le voir, et après l'avoir attendu 5 heures, obtient de lui qu'il regardera les "rushes" de L'enfer des flammes. Gus appelle Vince, pour lui dire qu'il avait beaucoup aimé ce qu'il avait vu, mais pas pour ce film. Vince explose et vire Eric, qui rentre à LA. Pendant ce temps, Ari débarque à NY : il vient transmettre un coup de téléphone : c'est Martin Scorsese qui veut Vince pour le rôle principal de son prochain film, une ré-interprétation de Gatsby le Magnifique, mais aujourd'hui, dans le Upper East Side à New York. En effet, Gus a envoyé les rushes de L'enfer des flammes à Marty Scorsese, qui a pu apprécié le jeu de Vince. C'est donc grâce à Eric que Vince a eu le rôle : Vince et les boys rentrent donc à LA pour qu'Eric redeviennent le manager de Vince : après que celui-ci lui a annoncé pour Gatsby, Eric accepte.

### Filmographie fictive
| Année | Titre                            | Rôle                   | Note(s) |
| ----- | -------------------------------- | ---------------------- | --- |
| 2002  | Le Temps d'un automne            | petit second rôle      | Sur le tournage, il a une brève liaison avec Mandy Moore, qu'il retrouvera plus tard pour Aquaman. |
| 2004  | Head On                          | 1er rôle               | Thriller avec Jessica Alba, produit par la 20th Century Fox. Il reçoit un salaire de 2 millions de dollars. |
| 2005  | Queens Boulevard                 | 1er rôle               | Film indépendant tourné en noir et blanc dans son quartier natale du Queens à New York. Avec Ethan Suplee, Zooey Deschanel et Robert Duvall. C'est le premier film fait avec le réalisateur Billy Walsh. Produit par Scott Wick. Le film est présenté au Festival du film de Sundance et y reçoit de très bonnes critiques. Vince et Billy s'opposeront plus tard à la sortie recolorisée du film. Vince n'est payé que 200 000 $ pour ce rôle. |
| 2006  | Aquaman                          | Arthur Curry / Aquaman | Adapté du comic book du même nom. Avec Mandy Moore, Ray Liotta, James Woods et Sharon Stone et réalisé par James Cameron. Il bat le record d'entrée du premier week-end de Spider-Man, avec 116,8 millions $, et devient le plus gros succès du box-office mondial. Produit par Warner Bros., Vince est ici payé 5 millions de dollars. |
| 2007  | Medellín                         | Pablo Escobar          | Film sur la montée et la chute de Pablo Escobar, réalisé par Billy Walsh. Produit Vince, Eric Murphy et Nicky Rubenstein, le film est présenté au Festival de Cannes 2007 et est détesté par tous les festivaliers. Le film a été vendu à Harvey Weingard pour 1 dollar et n'est sorti qu'en DVD. Welcome to the Jungle, un documentaire sur le tournage mouvementé, a été tourné.                                                              |
| -     | L'Épreuve des flammes (inachevé) | Ray McCabe             | 9 pompiers combattent un gigantesque incendie dans l'Oregon. Avec Edward Norton, Jason Patric et Brian Van Holt et réalisé par l'Allemand Verner Vollstedt. Écrit par Lawrence Baird & Nick Maser, découverts par Eric. Le tournage est stoppé par Dana Gordon, patronne de la Warner, en raison des divergences entre Vince et Vollstedt. Le budget était de 120 millions de dollars.                                                          |
| 2009  | Gatsby                           | Nick Carraway          | Adaptation moderne et contemporaine du roman Gatsby le Magnifique de F. Scott Fitzgerald, se déroulant à New York. Réalisé par Martin Scorsese. Ce film marque le retour de Vince et se place no 1 au box-office avec 37 millions de dollars le 1er week-end. |
| 2009  | Benji                            | Voix de Benji          | |
| 2010  | Ferrari                          | Enzo Ferrari           | biopic sur le créateur de Ferrari, Enzo Ferrari. Réalisé par Frank Darabont. Le tournage ayant été repoussé de 3 mois, la sortie est prévue le 24 septembre 2010. |
| 2011  | The Takeover                     | ?                      | Film d'action de Nick Cassavetes. Vince réalise lui-même certaines de ses cascades. |
| 2012  | Air-Walker (rumeur)              | ?                      | Basé sur un comic appartenant à Stan Lee. Écrit et dirigé par Randall Wallace. Après quelques soucis avec Vince, Wallace est remplacé par Peter Berg. La sortie du film est cependant compromise par les problèmes judiciaires de Vince. |